# Пісняр-лісовик рудобокий
Пісняр-лісовик рудобокий  (Setophaga pensylvanica) — дрібний комахоїдний птах з роду Setophaga родини піснярових (Parulidae), 

## Поширення
Пісняр-лісовик рудобокий у гніздовий період поширений на сході Північної Америки у північних штатах США, прилеглих до Великих Озер та у південній частині Східної Канади включно з преріями Манітоби і Саскачевану. На зимівлю мігрує до східного узбережжя екваторіальних країн Центральної Америки за винятком Карибів.

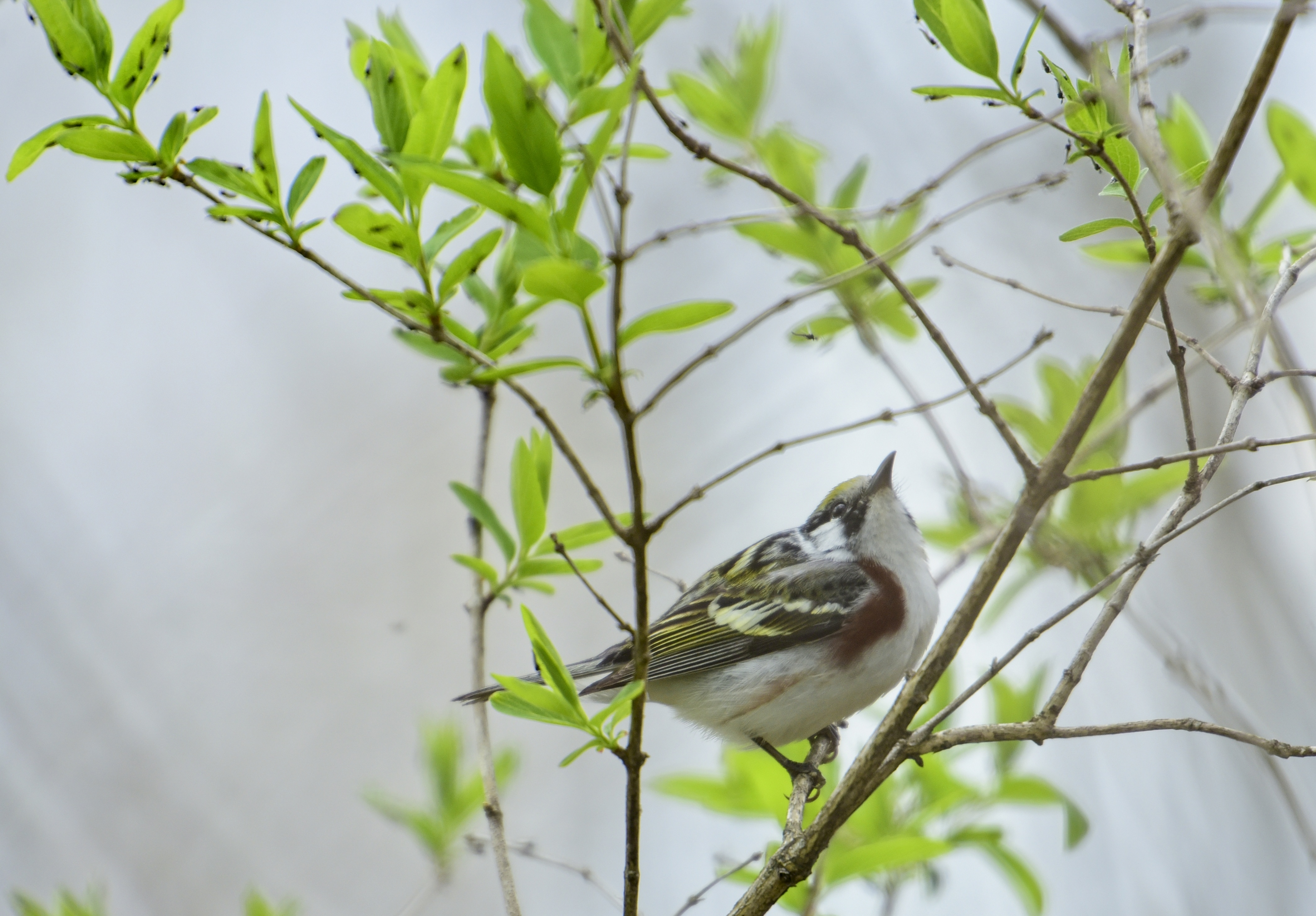
Самиця пісняра-лісовика рудобокого (Dendroica pensylvanica) збирає мушки в парку Томмі Томпсона в Торонто